# Communauté de communes des Trois Rivières (Côtes-d'Armor)
Pour les articles homonymes, voir Communauté de communes des Trois Rivières.
La Communauté de communes des Trois Rivières (CC3R) est une ancienne communauté de communes française, située dans le département des Côtes-d'Armor, en région Bretagne.

## Histoire
Créée le 22 décembre 1995 par arrêté préfectoral, la communauté de communes des Trois Rivières a succédé au SIVOM des Trois Rivières fondé le 23 octobre 1968.
Le 1er janvier 2013, la communauté de communes du Pays rochois et celle des Trois Rivières fusionnent pour créer la communauté de communes du Haut-Trégor, constituée de 15 communes.

## Territoire communautaire

### Géographie
Située dans le pays historique du Trégor et du Trégor-Goëlo au sens de la loi Voynet, la communauté de communes regroupait neuf des dix communes du canton de Tréguier.

### Composition
Elle était composée des 9 communes suivantes :
- Camlez
- Coatréven
- Lanmérin
- Minihy-Tréguier
- Penvénan
- Plougrescant
- Plouguiel
- Tréguier
- Trézeny

## Administration

### Siège
Le siège de la communauté de communes était à Tréguier, 12 rue Lamennais.

### Conseil communautaire
Le conseil communautaire comptait 34 conseillers titulaires.

### Liste des présidents
| Période                                    | Période                  | Identité            | Étiquette | Qualité                                    |
| ------------------------------------------ | ------------------------ | ------------------- | --------- | ------------------------------------------ |
| Syndicat intercommunal à vocation multiple |                          |                     |           |                                            |
| octobre 1968                               | avril 1971               | Joseph Nicolas      |           | Maire de Tréguier (1959 → 1971)            |
| avril 1971                                 | avril 1977               | Armand Fournis      |           | Maire de Tréguier (1971 → 1977)            |
| avril 1977                                 | avril 1989               | Roger Le Gulluche   | PS        | Maire de Tréguier (1977 → 1989)            |
| avril 1989                                 | février 1994 (démission) | Patrick Fournis     | CDS       | Adjoint au maire de Tréguier (1989 → 1994) |
| avril 1994                                 | août 1995                | Claude Nicol        | DVD       | Maire de Tréguier (1989 → 1995)            |
| Communauté de communes                     |                          |                     |           |                                            |
| août 1995                                  | avril 2001               | Bernard Cohan       | PS        | Maire de Tréguier (1995 → 2001)            |
| avril 2001                                 | avril 2008               | Patrick Toularastel | UMP       | Maire de Tréguier (2001 → 2008)            |
| avril 2008                                 | décembre 2012            | Roger Kérambrun     | PS        | Maire de Plougrescant (2008 → 2014)        |